# Magnus Gronvold
Magnus Gronvold (1887-1960) fue un hispanista noruego.

## Biografía
Nacido en 1887, fue el iniciador de los estudios hispánicos en su país. Tradujo al noruego el Quijote (1916-1918) en colaboración con Nils Kjaer, así como libros de Azorín, Pío Baroja y Armando Palacio Valdés. Es autor de un manual de lengua española para principiantes y se le debe también un Diccionario español-noruego. Aparte de artículos sobre autores modernos de España, ha publicado también un libro de viajes, Bak de ville Pyreneer ("Detrás de los Pirineos salvajes"), 1936. También le interesó la pintura española, y escribió monografías como José Gutiérrez Solana (ca. 1940) o La obra gráfica de Ignacio Zuloaga, 1953. Falleció en 1960.
- Datos: Q5989936